# Sabine Hagedoren
 (décembre 2020).
Sabine Hagedoren, née en 1968, est présentatrice de la météo sur le réseau de chaînes de télévision belge néerlandophone VRT, notamment sur la chaîne Één.

## Biographie
Sabine est licenciée en chimie à l'ancien Institut universitaire d'Anvers (Universitaire Instelling Antwerpen, UIA). 
Elle a été pendant sept ans professeur de sciences dans l'enseignement secondaire.
Lorsque Bob De Richter et Peggy De Meyer ont arrêté leur bulletin météo, il y avait place pour une nouvelle venue et Sabine fut acceptée après sollicitation.
En 1997, elle a quitté son emploi de professeur afin de devenir présentatrice de météo à temps plein. 
Plus tard, elle a également présenté différentes émissions comme l'émission de consommateurs Klant en Klaar ou l'émission de tourisme Vlaanderen Vakantieland sur la chaîne TV1 (connue maintenant comme één).
Sabine est mariée à Jurgen Janssens avec qui elle a 2 enfants : un garçon, Lars, le 18 janvier 2006 et une fille, Lise, le 16 juin 2007.
Son époux Jurgen Janssens décède le 30 juillet 2016 d'une maladie.